# 山口俊比古
山口 俊比古（やまぐち としひこ、1963年8月21日 - ）は、日本の実業家。阪急阪神百貨店代表取締役社長、日本百貨店協会副会長。

## 経歴
京都府京都市伏見区出身。京都教育大学附属高等学校を経て、1986年神戸商科大学（現兵庫県立大学）商経学部を卒業し、阪急百貨店（現・エイチ・ツー・オー リテイリング）へ入社した。
2004年には堺 北花田阪急店長として同店の開業に携わり、2009年には川西阪急店長となった。2011年有楽町阪急販売サービス統括部長。2011年阪急メンズ東京販売サービス統括部長。2012年阪急メンズ東京店長。2014年阪急阪神百貨店執行役員。2015年阪急阪神百貨店執行役員阪急本店副本店長。2017年阪急阪神百貨店執行役員企画室、営業政策室など担当。2018年阪急阪神百貨店取締役執行役員企画室、営業政策室などを担当した。
そごう神戸店が神戸阪急、西武高槻店が高槻阪急としてオープンして百貨店事業の方向性が決まったことを機に、2020年に阪急阪神百貨店代表取締役社長へ就任した。また、日本百貨店協会副会長も務める。

## 人物
上述のとおり、いくつかの店舗で店長を務めた。なかでも印象深いのは有楽町阪急から阪急メンズ東京へのリニューアルの経験だという。2000年にデパ地下を廃止するなど婦人向け商品を中心としており、紳士服・洋品販売のノウハウがない販売員が少なくない中、販売員一人一人の個性、特性を生かしながら販売技術を上げていった。
社長就任直後、阪急阪神百貨店も新型コロナウイルス感染症の影響を受けた。3年から5年かけて導入しようとしていたサービスに一気に取り組み、店頭の商品をスマートフォンで注文できる「リモオーダー」などを開始した。店頭と顧客がオンライン、オフラインの両面でつながれる環境を整えたうえで、店舗、商品、社員の魅力を磨く。神戸阪急に関しても、そごうからのリブランド前後に改装したデパ地下以外は時代性や顧客ニーズに合っていないと考えている。建て替えについて具体的に検討する前に、再開発の見極め、阪急うめだ本店や西宮阪急とは異なる中層階・上層階の売場づくりが必要として改装に取り組んでいる。
前社長の荒木直也には「時代感覚があって柔軟性に富み、フットワークも軽い」と、苦境にある業界で様々な課題に対応できる人物だと期待されている。
京都出身だが、神戸で大学生活を送ったこともあり、現在も神戸市内に住んでいる。家族は妻と一男一女の4人である。趣味は50歳を過ぎてから始めたゴルフ。